# Chevalerie Vivien

La Chevalerie Vivien est une chanson de geste du XIIe siècle, en 1 944 décasyllabes rassemblés en 51 laisses. Appartenant au Cycle de Guillaume d'Orange, elle constitue une sorte de prologue aux Aliscans. Une version en prose a été composée au XVe siècle. 